# 花山院長親母
花山院長親母（かさんのいん ながちか の はは、嘉暦元年（1326年）頃 - 没年不詳）は、南北朝時代の女流歌人。

## 概要
出自及び本名は明らかでない。内大臣花山院家賢の室で、長賢・長親（耕雲）・簡中元要を生んだ。北朝で失脚した夫とともに南朝へ移り、正平後期以降の南朝歌壇で活躍。後年出家して春山と号する。
『新葉和歌集』には女流歌人として最多の26首が入集した。同集の詞書によれば、家賢邸で催された百首歌に詠進（恋一・688など）、正平22年/貞治6年（1367年）家賢一周忌には後村上天皇と贈答を交わし（哀傷･1378）、文中3年/応安7年（1374年）入明した元要との離別を惜しんでいる（離別･531）。歌風はどれも二条派で、本歌取りや掛詞などの修辞には優れているが、実感に即した歌が弱く、独特の情操を見出しにくいと評される。天授元年/永和元年（1375年）頃の『住吉社三百六十番歌合』にも出詠し、50歳になった心境を述懐した。元中3年/至徳3年（1386年）長親・師兼とともに『法門四十七首和歌』に詠進しているが、以後の消息は不明である。

## 参考
- 土佐喜美子 「右近大将長親母（「勅撰集の女流歌人」第22回）」（『學苑』第13巻第11号 昭和女子大学光葉会、1951年12月、NCID AN00038441）
- 井上宗雄 「新葉集の女流歌人」（久松潜一編 『日本女流文学史 古代･中世篇』 同文書院、1969年、NCID BN01844397）
- 小木喬 『新葉和歌集―本文と研究』 笠間書院、1984年、ISBN 9784305101815
- 久保木秀夫 「宮内庁書陵部蔵『法門四十七首和歌』翻刻と解題 ―南朝末期歌壇に関する新出資料―」（『中世近世の禁裏の蔵書と古典学の研究 研究調査報告2』 同研究プロジェクト、2008年、NCID BA8183045X）